# Halidolar
Halidolar (Hali Dolar) ist eine Aldeia des osttimoresischen Sucos Hera (Verwaltungsamt Cristo Rei, Gemeinde Dili). 2015 hatte die Aldeia 2054 Einwohner.

## Geographie
Halidolar nimmt den Westen des Ortes Hera, nördlich der Avenida Hera ein. Dazu gehören die Ortsteile Liqirahu, Bidik und Besidada. Dazu kommt das etwas abseits liegende Dorf Mantarlido im Nordosten. Südlich davon liegt die Aldeia Mota Quic, östlich und nördlich die Aldeia Ailoc Laran und westlich die Aldeia Acanuno.

## Einrichtungen
Im Norden von Halidolar befinden sich Reisfelder, während der Rest der Aldeia weitgehend besiedelt ist. Hier findet sich die protestantische Christuskirche.